# Sū Tappeh
Sū Tappeh (persiska: سو تَپِّه, سو تپّه) är en ort i Iran.   Den ligger i provinsen Kurdistan, i den nordvästra delen av landet, 300 km väster om huvudstaden Teheran. Sū Tappeh ligger 1 818 meter över havet och antalet invånare är 780.
Terrängen runt Sū Tappeh är kuperad åt sydväst, men åt nordost är den platt.Runt Sū Tappeh är det ganska tätbefolkat, med 80 invånare per kvadratkilometer. Närmaste större samhälle är Dezej, 10,6 km norr om Sū Tappeh. Trakten runt Sū Tappeh består till största delen av jordbruksmark.